# Runenstein von Sparlösa
Koordinaten: 58° 20′ 52,4″ N, 12° 50′ 22,7″ O

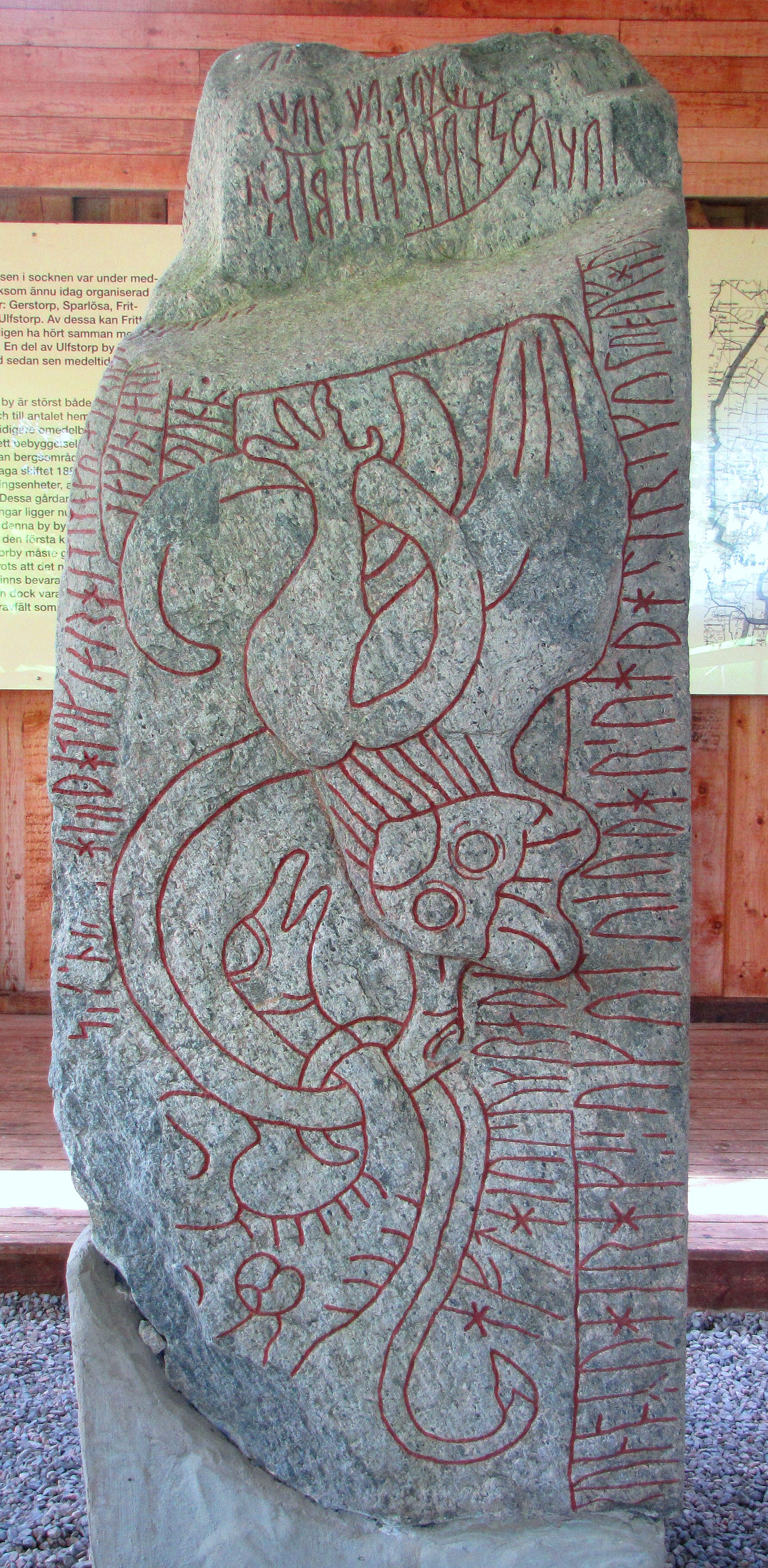
Sparlösa Stein – Text-Bildseite

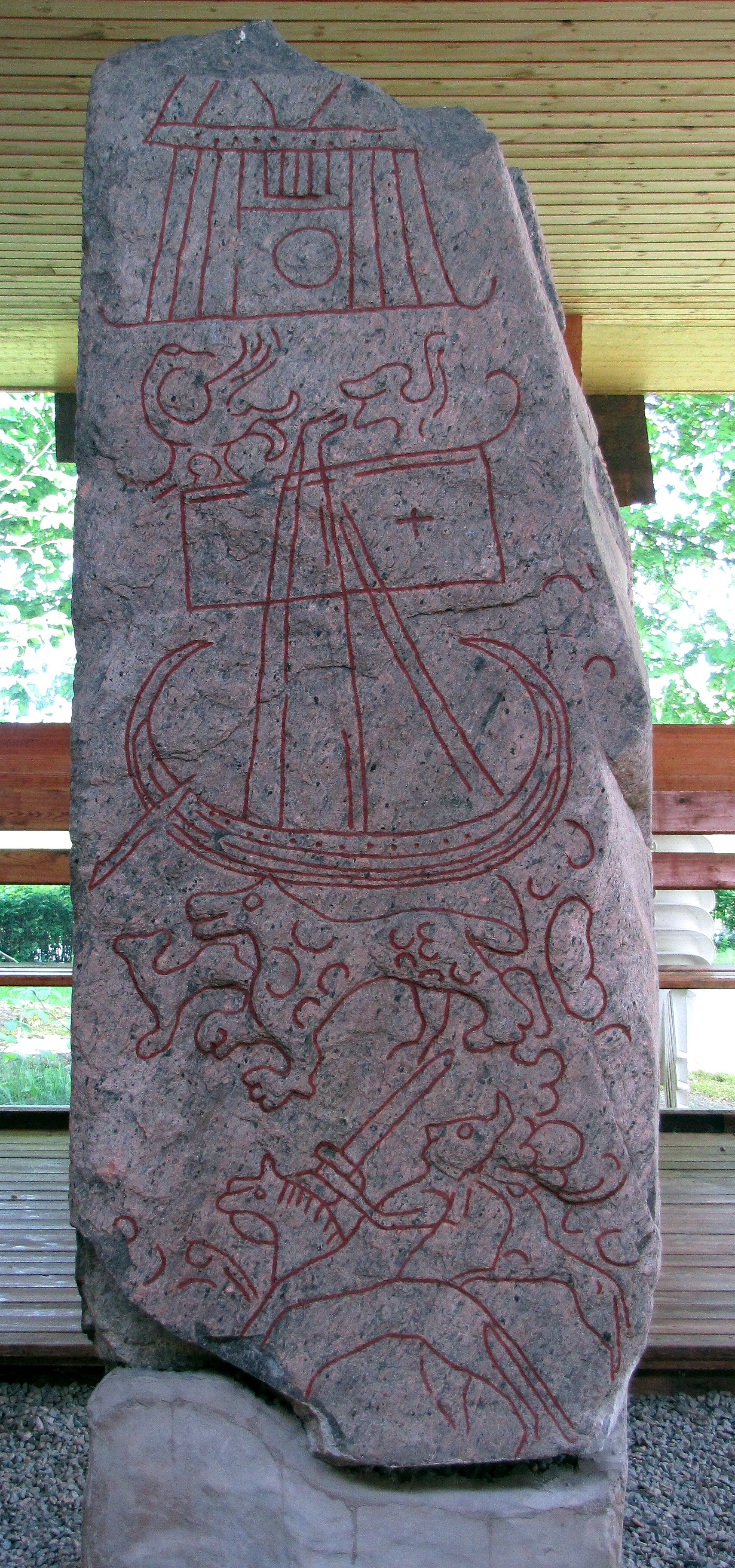
Sparlösa Stein – Bilderseite

Der 1669 erstmals erwähnte Runenstein von Sparlösa in Västergötland in Schweden hat die abnorme Form eines 1,77 m hohen Pfeilers aus Gneis mit etwa quadratischem Querschnitt (69 cm). Er trägt auf allen Seiten (auch oben) Runen bzw. bildliche Darstellungen. Der Runenstein steht auf dem Friedhof der Kirche von Salem (früher Sparlöse kyrka genannt) in der Gemeinde Vara. Die etwa auf 800 n. Chr. zu datierende Inschrift ist mit urnordischen Kurzzweigrunen ausgeführt.
Der Text ist schwer zu deuten. Angenommen wird, dass der Stein zur Erinnerung an einen Öjuls aufgeführt wurde, einen Sohn Eriks, der eventuell in Uppsala sesshaft war. Berichtet wird über verwandtschaftliche Beziehungen, Gaben und Gegengaben. Der Text endet mit: „Und deute dort die Runen, die von den Göttern stammen, die Alrik ritzte …“.
An die Texte schließen sich teils als Ritzungen, teils als Flachrelief ausgeführte Figuren an, die eine Besonderheit unter den schwedischen Runensteinen darstellen. Flachreliefs kommen auf schwedischen Runensteinen ansonsten nicht vor. Auf einer der Textseiten ist zu unterst eine adorantenähnliche Figur zu erkennen, auf einer anderen ein von einer Schlange umwundener langhalsiger Vogel und eine Art Raubvogel mit großem, en face gesehenen Kopf, der im jüngeren Osebergstil als Flachrelief gestaltet ist.
Die Bilderseite nehmen verschiedene, übereinander angeordnete Figuren ein:
- ein eingeritzter Hausgiebel, der einen Bau in Stabbautechnik mit nach innen geneigten Wänden wiedergibt, mit einem halbrunden Dach und mit einer runden Türöffnung. Parallelen sind auf Birkamünzen und gotländischen Bildsteinen vorhanden, wo sie als Walhalladarstellungen gelten.[2]

Darunter folgen:
- zwei naturalistisch anmutende Vögel,
- ein Segelschiff mit aufschwingenden Steven, Steuerruder, Mast mit Wetterfahne und rechteckigem Segel,
- ein hunde- und ein löwenähnliches Tier, die als Flachrelief ausgeführt sind,
- ein Reiter mit Helm und erhobenem Schwert, der wie ein Triumphator reitet.

Die Zwischenräume werden teilweise von blattähnlichen Ornamenten gefüllt.
Die langhalsige Vogelfigur erinnert an Vogeldarstellungen in der frühen wikingerzeitlichen Kunst, das Raubvogelbild, der Löwe und die Details der Pflanzenornamente zeigen Verbindungen zu etwa zeitgleichen westeuropäischen Darstellungen. Ob der Schöpfer der Relieffiguren ein einheimischer Künstler war, ist nicht zu entscheiden.
An einer der Kanten findet sich eine 250 Jahre jüngere Ritzung (Typ 11. Jahrhundert): „Gisle fertigte dieses Erinnerungsmal für Gunnar, seinen Bruder.“ Dieses Denkmal war wahrscheinlich ein ausgegangener Grabhügel.
In der Nähe steht der Runenstein an der Synnerby kyrka.